# FK Qyran Türkistan
FK Qyran (russisch Футбольный клуб «Кыран» Туркестан) ist ein kasachischer Fußballverein aus der Stadt Türkistan im Süden des Landes. Von 2011 bis 2019 war er in Schymkent beheimatet. Der Verein spielt im Stadion Lokomotiv, das in der Nähe des Hauptbahnhofs liegt.
Der Verein wurde 2011 gegründet. Der Club schaffte im Jahr seiner Gründung einen 11. Platz. Nur drei Jahre später spielte man schon in der 2. Liga und schaffte einen 3. Platz.

## Erfolge
- Vizemeister 2012 (in der 2. Liga)
- 2013 und 2014 erreichte der Verein jeweils die zweite Hauptrunde (=Achtelfinale) des nationalen kasachischen Pokalwettbewerbs